# Blisgås
Blisgåsen (Anser albifrons) er en fugl i gåseslægten Anser. Den lever cirkumpolart i Alaska, Canada, Grønland og det nordlige Sibirien. Blisgåsen er en mellemstor gås, der kendes på sin hvide pandeblis og mørke tværstriber på bugen.
Dens længde er 64-78 cm og den har et vingefang på 130-160 cm langt. Den kan leve i 15-20 år.

## Sibirisk bestand
Den sibiriske blisgåsebestand tæller op mod 1,5 million fugle og er den største europæiske bestand af nogen gåseart. Fuglene overvintrer i det vestlige Europa og nogle fugle raster i Danmark.